# Macrosiphoniella jankei
Macrosiphoniella jankei är en insektsart. Macrosiphoniella jankei ingår i släktet Macrosiphoniella och familjen långrörsbladlöss. Inga underarter finns listade i Catalogue of Life.